# Vălenii (okręg Jassy)
Vălenii – wieś w Rumunii, w okręgu Jassy, w gminie Țibănești. W 2011 roku liczyła 279 mieszkańców.